# Thysanopyga muricolor
Thysanopyga muricolor là một loài bướm đêm trong họ Geometridae.